# Braii
Braii — альтернативний гурт із Києва. Заснувала колектив Оксана Бризгалова, яка зараз є вокалісткою. Дебютний міні-альбом Braii «City of Nothing» був записаний на студії «Исток» і вийшов 23 травня 2018 року. Гурт вже встиг зняти 3 відеокліпи на сингли «On The Bottom», «Complicated» і «City of Nothing».
Музиканти не бояться експериментувати і змішують різні музичні жанри. У піснях колективу можна почути відголоски Мішель Гуревич, Таніти Тікарам, Грейс Джонс.

## Історія
Фронтвумен гурту Оксана Бризгалова має музичну освіту по класах бандури і академічного вокалу. При цьому дівчина з дитинства виховувалася на платівках Alice In Chains, Joy Division, The Psychedelic Furs, Pearl Jam, The Velvet Underground, Guns'N'Roses і Aerosmith. Одним з найяскравіших вражень Оксана називає момент, коли їй в 12 років подарували відеокасету концерту Nirvana «MTV Unplugged». З тих пір вона мріяла грати на гітарі і бути вокалісткою рок-групи.
Оксана Бризгалова — засновниця і власниця однієї з кращих студій звукозапису в Україні — Исток. Серед клієнтів студії — Jamala, O.Torvald, Бумбокс, LAYAH, INDT та інші. У комплексі Исток регулярно записуються живі виступи під назвою Istok Live Sessions. Таким чином, студія бере активну участь у розвитку локальної інді сцени.

### Відбір на «Євробачення 2019»
16 лютого 2019 року гурт Braii брала участь у Національному відборі на «Євробачення 2019» з синглом «Maybe».

## Склад
- Вокал і гітара — Оксана Бризгалова
- Барабани — Слава Лось
- Бас-гітара — Інна Рассамаха
- Гітара — Андрій Шулаков
- Саунд-продюсер — Олексій Кривошеєв

## Дискографія
Дебютний міні-альбом «City of Nothing» було записано на студії «Исток» і випущено 23 травня 2018 року. Альбом включає 5 пісень:
- «City of Nothing»
- «Empty Shell»
- «Complicated»
- «On the Bottom»
- «Stranger».

«City of Nothing» — це п'ять окремих історій з життя, розставлених в хронологічному порядку. Це історії про почуття, втрати, страхи і свою правду.

### Студійні альбоми
| Назва                 | Дата                   |
| --------------------- | ---------------------- |
| City of Nothing       | 23 травня 2018 року    |
| Lovely Dark Things    | 7 листопада 2019 року  |
| Moth, Not a Butterfly | 12 листопада 2020 року |

### Сингли
| Назва           | Рік  |
| --------------- | ---- |
| On The Bottom   | 2018 |
| Complicated     | 2018 |
| City of Nothing | 2018 |
| Maybe           | 2018 |

## Відеографія
| Рік  | Кліп                    | Режисер           | Альбом                  |
| ---- | ----------------------- | ----------------- | ----------------------- |
| 2018 | «On The Bottom»         | Таня Муіньо       | «City of Nothing»       |
| 2018 | «Complicated»           | Артем Ярош        | «City of Nothing»       |
| 2018 | «City of Nothing»       | Таня Муіньо       | «City of Nothing»       |
| 2019 | «Maybe»                 | Таня Муіньо       | «Lovely Dark Things»    |
| 2019 | «Weirdo»                | Олексій Кривошиїв | «Lovely Dark Things»    |
| 2019 | «Slipping»              | Павло Фьодоров    | «Lovely Dark Things»    |
| 2020 | «Moth, Not a Butterfly» | Саша Острогляд    | «Moth, Not a Butterfly» |